# Engleski pacijent (1996.)
Engleski pacijent (eng. The English Patient) je ratna drama  Anthonyja Minghelle iz 1996., adaptacija istoimenog romana  Michaela Ondaatjea s  Ralphom Fiennesom i Kristin Scott Thomas. Ondaatje je blisko surađivao s producentima kako bi zadržao svoju umjetničku viziju te je izjavio kako je sretan filmom kao adaptacijom.

## Radnja
Film je smješten u Drugi svjetski rat i opisuje teško opečenog čovjeka, poznatog samo kao 'Engleski pacijent', za kojeg se brine Hana,  francusko- kanadska medicinska sestra u uništenoj  talijanskoj vili. Pacijent ne želi otkriti svoje osobne informacije, ali kroz seriju flashbackova gledatelji se mogu upoznati s njegovom prošlošću. Polako se otkriva da je on zapravo  mađarski geograf, grof László de Almásy, koji je crtao mapu  Sahare i čija ga je afera s udanom ženom dovela u trenutnu situaciju. Kako se pacijent sve više prisjeća, David Caravaggio, kanadski lopov/obavještajac, stiže u samostan. Caravaggio je izgubio palčeve dok su ga ispitivali  njemačke snage u  Africi, a on postupno otkriva da su pacijentove akcije dovele do njegova mučenja.
Osim pacijentove priče, film govori i o Hani i njezinoj romansi s Kipom, indijskim minerom u britanskoj vojsci. Zbog raznih događaja u njezinoj prošlosti, Hana vjeruje bi bilo tko tko joj se približi mogao umrijeti, a Kipova pozicija vojnog pirotehničara čini njihovu vezu punu tenzija.

## Teme i motivi

### Nacionalnost
Središnja tema filma je ta da su nacionalne granice primitivan način razlikovanja među ljudima. Almásy je predstavljen kao 'Engleski pacijent', ali se poslije otkriva da je on  Mađar. Slično tome, pjesma koju sluša, za koju Katharine misli da je arapska, ispada da je mađarska: "Moja dajka mi ju je pjevala kad sam bio dijete koje je odrastalo u  Budimpešti". Almásy i njegovi geodeti su multinacionalna ekipa koji se ponose svojim prijateljstvima izvan nacionalnih granica, ali na kraju bivaju podijeljeni ratom koji izbija između njihovih zemalja. Nakon što Caravaggio dolazi u samostan, Hana je oduševljena što će upoznati još jednog Kanađanina, ali Almásy kaže "Zašto su ljudi tako sretni kad se susretnu s nekim iz istog mjesta? Što se dogodilo u Montrealu kad si prošla pokraj čovjeka na ulici? Jesi li ga pozvala da živi s tobom?"
Nacionalne podjele na kraju filma izazivaju tragediju. Nakon što Almásy pokuša spasiti Katharinin život hodajući preko pustinje tri dana, otkriva svoje ime britanskom časniku kojeg susreće: Grof László de Almásy. Časnik pretpostavlja da je to njemačko ime, i nakon što Almásy izgubi strpljenje, ovaj ga nokautira i pošalje ga u okovima, dok Katharine biva ostavljena umrijeti.
Umirući u špilji, Katharinine posljednje misli elokventno stvaraju analogiju između života i zemljopisa. U Almásyjevoj knjizi, ona mu piše: "Umiremo. Umiremo bogati s ljubavnicima i plemenima. Ukusi koje imamo zatomljujemo... tijela koja imamo plutaju kao rijeke. Strahovi koje smo skrili unutra, kao ova bijedna špilja. Želim sve to označeno na mojem tijelu. Mi smo stvarne zemlje. Bez granica ucrtanih na mapama - imena moćnih ljudi. Znam da ćeš doći i odnijeti me u palaču vjetrova. To je ono što sam oduvijek htjela. Šetati takvim mjestom s tobom. S prijateljima. Zemlja bez mapa." Katherinina želja da bude slobodna od zemljopisnih granica je metafora za njezinu žudnju da bude slobodna od moralnih i emocionalnih granica.

### Vlasništvo
Povezana s temom nacionalnosti je riječ "vlasništvo", koje se nekoliko puta koristi u filmu. Kada Katharine, nakon što su spavali zajedno, upita Almásyja što mrzi najviše, on je uvrijedi rekavši, "Vlasništvo. Biti posjedovan. Kada odeš trebala bi me zaboraviti." Koncept vlasništva je važan za Almásyjev posao crtača karata pustinje. Maddox mu kaže da posjedovanje karata znači posjedovanje pustinje, ali Almásy se na to naruga opaskom kako se pustinja ne može posjedovati.
No, Almásy kasnije počinje demantirati posjedovanje Katherine. Prvo, njegove tvrdnje su podrugljive: istražujući njeno golo tijelo, on kaže "Proglašavam ovo rame oštricom", a nakon toga dodirne pukotinu između njene ključne kosti rekavši "Želim ovo!", čak mu daje i ime, "Almásyjev Bospor". Kasnije, u ludom očaju kako bi oživio svoju vezu s Katharine, on kaže "Želim te dodirnuti. Želim stvari koje su moje, koje pripadaju meni." Almásy inzistira da mu njegova ljubav za Katharine daje za pravo da je posjeduje, ali ona poriče njegove zahtjeve.

### Naprstnjak
Naprstnjak koji je Almásy dao Katharine je motiv koji se javlja nekoliko puta u filmu. Kratko se vidi nakon što ga se podiže nakon avionske nesreće na početku filma.
Kasnije u filmu, otkriva se da, suprotno spolnim normama, Almásy zna šivati, a Katharine ne. Dok ona kritički primjećuje kako je zašio njenu haljinu, Katharine kaže: "Žena nikad ne bi trebala naučiti šivati, a sve i da nauči, ne bi se tome trebala posvetiti."
Kasnije, na tržnici, Almásy odlazi kupiti naprstnjak za Katharine isti dan kad ona slavi godišnjicu braka. Međutim, Almásy kaže kako je ispunjen šafranovom bojom, implicirajući da nije namijenjen za šivanje.
Katharine naprstnjak vidi kao simbol njihove zabranjene ljubavi. Nakon što je okončala vezu, a Geoffrey se ubio srušivši avion, Almásy kaže "Nosiš naprstnjak". Ona odgovara, "Naravno. Idiote. Uvijek ga nosim. Uvijek sam ga nosila.  Uvijek sam te voljela."
Nakon što se Almásy vratio u špilju kako bi izvukao njeno tijelo, otvara naprstnjak i istrlja šafran preko njenog lica i vrata. Njezina smrt, naravno, ju je izblijedila, a trljajući joj boju preko lica, on joj požuti lice.

## Postprodukcija
U svojoj knjizi, The Conversations: Walter Murch and the Art of Editing Film (2002.), Michael Ondaatje je zabilježio svoje razgovore s montažerom i zvučnim dizajnerom Walterom Munchom, koji je osvojio Oscara za film. Murch opisuje kompleksnost montaže filma s brojnim flashbackovima; montirao je i premontiravao nekoliko puta te je naglasio da konačni film ima više od 40 prijelaza.

## Kritike
Film je zaradio opće pohvale od kritike, pokupio sve značajnije nagrade i ostvario veliki komercijalni uspjeh; osvojio je Oscar, Zlatni globus i BAFTA-u za najbolji film. Juliette Binoche je osvojila Oscar za najbolju sporednu glumicu, čime je pobijedila Lauren Bacall za Zrcalo s dva lica (bio bi to prvi Oscar za Bacall, a u svojem govoru zahvale Binoche je rekla kako je Bacall trebala odnijeti nagradu). Anthony Minghella je kući odnio Oscar za najboljeg redatelja. Kristin Scott Thomas i Ralph Fiennes bili su nominirani za najbolju glumicu i najboljeg glumca, Sve u svemu, Engleski pacijent je bio nominiran za 12 nagrada i na kraju odnio njih devet.
Epizoda Seinfelda posvećena je izrugivanju obožavatelja filma. Elaine ostavlja dečko zbog njene reakcije na film, a njena kritika kulminira izljevom bijesa, "Završi s tom glupom pričom o glupoj pustinji i umri konačno! Umri!"

## Zanimljivosti
- Demi Moore je bila jedan od izbora za ulogu Katharine Clifton dok je projekt bio u studiju 20th Century Fox.
- Ralpha Fiennesa je toliko oduševila parodijska verzija filma snimljena s plišanim lutkama na britanskom Channel 4 da je kontaktirao emisiju kako bi dobio primjerak.
- U filmu je pogrešno prikazano zauzimanje grada Tobruka 1942., s Nijemcima koji se spuštaju padobranima. U stvarnosti se to nikad nije dogodilo - njemački padobranci su koristili motorizirana vozila ili pješadiju u Sjevernoj Africi zbog ranijih masovnih žrtava tijekom invazije  Krete -  Hitler je smatrao kako su padobranci postali beskorisni.

## Glumci
- Ralph Fiennes - Grof Laszlo de Almásy
- Juliette Binoche - Hana
- Kristin Scott Thomas - Katharine Clifton
- Willem Dafoe - David Caravaggio
- Naveen Andrews - Poručnik Kip Singh
- Colin Firth - Geoffrey Clifton
- Kevin Whately - Narednik Hardy
- Jürgen Prochnow - Bojnik Müller

## Nagrade i nominacije

### Oscari
- Pobjede:
  -  Najbolji film
  -  Najbolja sporedna glumica: Juliette Binoche
  - Najbolja scenografija (Stuart Craig and Stephanie McMillan)
  - Najbolja fotografija (John Seale)
  - Najbolji dizajn kostima (Ann Roth)
  -  Najbolji redatelj (Anthony Minghella)
  - Najbolja montaža (Walter Murch)
  - Najbolji originalni glazbeni broj (Gabriel Yared)
  - Najbolji zvuk (Walter Murch, Mark Berger, David Parker i Christopher Newman)

- Nominacije:
  -  Najbolji glavni glumac: Ralph Fiennes
  -  Najbolja glavna glumica: Kristin Scott Thomas
  - Najbolji adaptirani sceanrij (Anthony Minghella)

### Zlatni globusi
- Pobjede:
  -  Najbolji dramski film
  - Najbolji originalni glazbeni broj (Gabriel Yared)

- Nominacije:
  -  Najbolji redatelj (Anthony Minghella)
  - Najbolji glumac u drami: Ralph Fiennes
  -  Najbolja glumica u drami: Kristin Scott Thomas
  -  Najbolja sporedna glumica: Juliette Binoche
  - Najbolji scenarij (Anthony Minghella)

### BAFTA nagrade
- Pobjede:
  -  Najbolji film
  - Najbolja fotografija (John Seale)
  - Najbolja montaža (Walter Murch)
  - Najbolja sporedna glumica (Juliette Binoche)
  - Najbolji adaptirani scenarij (Anthony Minghella)
  - Najbolja glazba (Gabriel Yared)

## Vanjske poveznice
- Engleski pacijent u internetskoj bazi filmova IMDb-a
- Laszlo Almásy, pravi Engleski pacijent.